# Ивановка (Данковский район)
Ивановка — село Данковского района Липецкой области, входит в состав Берёзовского сельсовета.

## Географическое положение
Село расположено в 7 км на северо-запад от центра поселения села Берёзовка и в 37 км на северо-запад от райцентра города Данков.

## История
Первоначальное построение церкви Предтеченской в селе Новоивановском, Ивановке тож, неизвестно, каменная же Предтеченская церковь с приделом в честь иконы Божией Матери Владимирской построена А.И. Спешневым в 1771 г., как значится в ведомости за 1825 г.
В XIX — начале XX века село являлось центром Ивановской волости Данковского уезда Рязанской губернии. В 1906 году в селе было 122 дворов.
С 1928 года село являлось центром Ивановского сельсовета Берёзовского района Козловского округа Центрально-Чернозёмной области, с 1954 года — в составе Липецкой области, с 1959 года — в составе Данковского района, с 2011 года — в составе Берёзовского сельсовета.

## Население
| 1859 | 1897 | 1906 | 2010 |
| ---- | ---- | ---- | ---- |
| 754  | ↘627 | ↗713 | ↘111 |

## Инфраструктура
В селе имеются основная общеобразовательная школа с. Ивановка (построена в 1974 году), дом культуры, отделение почтовой связи.

## Русская православная церковь
В селе расположена полуразрушенная Церковь Иоанна Предтечи (1771).